# Hypnoporod
Hypnoporod nebo také „Metoda Marie Monganové“ je metoda porodu, kterou „znovuobjevila“ americká hypnoterapeutka Marie Monganová. Má připravit těhotnou ženu na klidný a přirozený porod bez potřeby lékařské intervence. Soustředí se na edukaci žen o fungování jejich těla během porodu a učí techniky, které mají ženám umožnit mít během porodu kompletní kontrolu. Metodu využily známé osobnosti jako Jessica Alba, Catherine, vévodkyně z Cambridge, aj. Neexistuje ovšem dostatek důkazů pro tvrzení, že hypnoporod skutečně snižuje míru bolesti při porodu, ani že by snižoval míru postnatální deprese.

## Historie
Použití hypnózy při porodu není novinkou. Možnosti hypnotechniky se začaly vědecky ověřovat již ve 30. letech 20. století a v 60. letech se v Československu za pomoci hypnotechnik uskutečnily první porody. Prováděl je gynekolog Antonín Doležal v porodnici „U Apolináře“, pro nízkou analgetickou účinnost ale od metody postupně upustil. Michelle Leclaire O’Neillová roku 1987 ve své knize poprvé použila výraz „hypnoporod“. Většina dnešních učebnic českého porodnictví se o uvedení do hypnobilního stavu zmiňuje.

## Princip
Metoda má připravit těhotnou ženu správně dýchat a naučit autosugesci při prožívání porodních bolestí. Cílem je hluboká relaxace v průběhu porodu a odstranění strachu. Podmínkou úspěchu je sugestibilita ženy - jen každá čtvrtá (25%) je ale schopna dosáhnout stavu, kdy autosugescí potlačí silné porodní bolesti.
Roku 2016 vyšla v Cochranově přehledu vědecká práce o hypnotechnikách užitých při porodu. Sledované ženy byly během porodu uvedeny do hypnotického stavu hypnotizérem, vyškolily se v předporodních kurzech k autohypnóze, nebo byl hypnotizér zastoupen audionahrávkami. Práce shrnuje výsledky devíti studií, ve kterých bylo sledováno 2954 žen při hypnoporodu. V osmi studiích se ženy během těhotenství učily autohypnózu a v jedné studii byla přítomna u porodu hypnotizérka. K tomu byly sledovány kontrolní skupiny žen, které rodily bez použití hypnotických metod. Mezi ženami ve skupinách s hypnoporodem a ženami v kontrolních skupinách nebyly v počtu fyziologicky zakončených porodů shledány žádné zřetelné rozdíly. Rozdíl nebyl popsán ani ve spokojenosti žen s ohledem za zážitek z porodu. Ve skupině žen s hypnózou méně žen používalo analgetika pro úlevu od bolesti u porodu, použití epidurální analgezie se mezi oběma skupinami ale nelišilo.
Antonín Pařízek z Perinatologického centra porodnice U Apolináře k hypnoporodu uvedl: „To, o čem se píše, lze považovat za zcela standardní nefarmakologické metody, jimiž lze ženám ulehčit od porodních bolestí a stresu. Používají se vcelku běžně a na celém světě“.
Mezi výhody hypnoporodu patří:
- rychlejší a příjemnější porod
- nulová nebo menší potřeba léků
- redukce použití nástřihu a případné poranění hráze
- klidnější a uvolněnější novorozenci
- kratší poporodní rekonvalescence